# Adam Rapacki
Adam Rapacki, född 24 december 1909 i Lemberg, Österrike-Ungern, död 10 oktober 1970 i Warszawa, var en polsk politiker, diplomat och ekonom.

## Biografi
Under mellankrigstiden studerade Rapacki 1929–1932 vid Handelshögskolan i Warszawa, och var aktiv inom olika socialistiska organisationer. 1939 föll han, efter andra världskrigets utbrott, som soldat i tysk fångenskap. Efter krigsslutet var han medlem i Polska socialistpartiet 1945–1948 och därefter i dess efterföljare, det Polska förenade arbetarpartiet (PZPR). Han var också en medlem av politbyrån i PZPR:s centralkommitté fram till 1968, som sjöfartsminister och minister för högre utbildning och forskning.
Från 1956 till 1968 var Rapacki utrikesminister i regeringen under Józef Cyrankiewicz. Under den antisemitiska kampanjen i mars 1968 drog sig Rapacki tillbaka från det politiska livet.

### Rapackiplanen
Den 2 oktober 1957 presenterade Rapacki för FN:s generalförsamling sin plan för en kärnvapenfri zon i Centraleuropa bestående av Polen, Tjeckoslovakien, Östtyskland och Västtyskland, känd som Rapackiplanen. Planen framfördes åter 1962, då i reviderad form, men vann inte gehör hos västmakterna.